# Deutscher Soldatenfriedhof Cerny-en-Laonnois
De Deutscher Soldatenfriedhof Cerny-en-Laonnois is een Duitse militaire begraafplaats met gesneuvelden uit de Eerste Wereldoorlog en gelegen in het Franse dorp Cerny-en-Laonnois (departement Aisne). Ze ligt in het centrum van het dorp langs de Chemin des Dames. Ernaast bevindt zich de Franse militaire begraafplaats Nécropole nationale de Cerny-en-Laonnois.
Er worden 7.526 Duitse soldaten herdacht.

## Geschiedenis
Bij de aanleg van de Franse militaire begraafplaats van Cerny-en-Laonnois begon de Franse overheid ook met het verzamelen van de verspreide Duitse gesneuvelde soldaten. Deze doden waren slachtoffers van de gevechten tijdens de herfst van 1914 en het voorjaar van 1915, het grote Franse offensief (gekend als Tweede Slag bij de Aisne) van april en mei 1917, het Duitse lenteoffensief en de daaropvolgende terugtrekking van de vijandelijke legers in oktober en november 1918.
Door de slechte financiële toestand van het toenmalige Duitsland was het onderhoud van de Duitse militaire begraafplaatsen geen prioriteit waardoor deze in verval geraakten. Door een overeenkomst met de Franse regering in 1926 kon men beginnen met het heraanleggen en onderhouden van deze dodenakkers. Na het sluiten van het Frans-Duitse oorlogsgravenverdrag van 19 juli 1966 begon men met de definitieve aanleg en onderhoud van de begraafplaats. In 1972 werden de vorige tijdelijke houten grafkruisen vervangen door de huidige natuurstenen exemplaren waaronder 2 tot 4 doden begraven liggen. Voor de Joodse doden voorzag men in een natuurstenen zerk waarin een davidster werd gegrift. 
Er rusten nu 7.526 doden waarvan er 3.533 in individuele graven liggen. Daarvan konden er 46 niet meer geïdentificeerd worden. In een massagraf liggen 3.993 slachtoffers waaronder slechts 912 bij naam gekend zijn.